# Maestro de ajedrez
Un maestro de ajedrez es un jugador de ajedrez que tiene un nivel de habilidad tal que le permite, en general, vencer a jugadores expertos (que son los que casi siempre ganan contra la mayoría de los aficionados). Entre los jugadores de ajedrez, el término se abrevia a menudo como maestro; el sentido queda claro dependiendo del contexto.
Desde los inicios registrados del ajedrez, hasta el establecimiento de las organizaciones y federaciones de ajedrez, el término maestro era simplemente una opinión. Los jugadores que habían demostrado su fortaleza en el juego, se ganaban la reputación informal de ser maestros de ajedrez.
Cuando el ajedrez se hizo más popular, en la segunda mitad del siglo XIX, el título comenzó a ser entregado por las organizaciones. Por ejemplo, en Alemania, surgió un torneo anual patrocinado, el Hauptturnier, los ganadores del cual eran galardonados con el título de Maestro Nacional. Emanuel Lasker, que más tarde se convertiría en Campeón del Mundo, obtuvo primero un título de maestro en uno de estos torneos.
La constitución de la comisión mundial de ajedrez, Federación Internacional de Ajedrez (FIDE), conllevó a la creación de títulos superiores a los de "maestro nacional". La FIDE creó los títulos de "Maestro Internacional" y de "Gran Maestro", otorgados de acuerdo con unos requisitos preestablecidos. Con el tiempo, se creó también el título de "Maestro FIDE", como el título de más bajo nivel expedido por la organización.
En el campo del ajedrez por correspondencia, la Federación Internacional de Ajedrez por Correspondencia (ICCF), entrega los títulos de "Maestro Internacional", "Maestro Internacional Senior", y "Gran Maestro Internacional de ajedrez por correspondencia". Estos títulos también son reconocidos por la FIDE.
La Federación de Ajedrez de los Estados Unidos (USCF) otorga el título de Maestro Nacional a quien logra una puntuación Elo USCF de 2200, y el título de Maestro Senior (o Superior) a cualquier persona que consigue una calificación USCF de 2400. La USCF también premia con el título de "Maestro Vitalicio" (Life Master en inglés) al jugador que mantenga una calificación Elo de 2200 durante un total de 300 o más partidas durante su vida. En Estados Unidos, el título de "Maestro Nacional" es otorgado de por vida, independientemente de si la calificación de un Maestro Nacional posteriormente desciende por debajo de 2200.
La Federación Catalana de Ajedrez otorga el título de Maestro Catalán a quien alcance los requisitos mínimos establecidos reglamentariamente. El título es vitalicio.